# Drassodes hebei
Drassodes hebei är en spindelart som beskrevs av Song, Zhu och Zhang 2004. Drassodes hebei ingår i släktet Drassodes och familjen plattbuksspindlar. Inga underarter finns listade i Catalogue of Life.